# Unione Sportiva Pro Italia Galatina 1985-1986
Questa voce raccoglie le informazioni riguardanti  l'Unione Sportiva Pro Italia Galatina nelle competizioni ufficiali della stagione 1985-1986.

## Rosa
| N. |                   | Ruolo | Calciatore               |
| -- | ----------------- | ----- | ------------------------ |
|    | Italia (bandiera) | C     | Renato Acanfora          |
|    | Italia (bandiera) | C     | Cosimo Arsenio           |
|    | Italia (bandiera) | C     | Pasqualino Bolis         |
|    | Italia (bandiera) | A     | Giorgio Capoccia         |
|    | Italia (bandiera) | A     | Walter Chiarella         |
|    | Italia (bandiera) | A     | Armando Coletta          |
|    | Italia (bandiera) | C     | Giuseppe Contaldo        |
|    | Italia (bandiera) | D     | Giuseppe Dongiovanni     |
|    | Italia (bandiera) | D     | Francesco Paolo Esposito |
|    | Italia (bandiera) | C     | Diego Favonio            |
|    | Italia (bandiera) | A     | Cosimo Francioso         |
|    | Italia (bandiera) | D     | Salvatore Galati         |
|    | Italia (bandiera) |       | Galluzzo                 |

| N. |                   | Ruolo | Calciatore          |
| -- | ----------------- | ----- | ------------------- |
|    | Italia (bandiera) | D     | Giuseppe Giovannico |
|    | Italia (bandiera) |       | Greco               |
|    | Italia (bandiera) | D     | Mario Guadalupi     |
|    | Italia (bandiera) | C     | Cosimo Longo        |
|    | Italia (bandiera) | P     | Pietro Marra        |
|    | Italia (bandiera) | A     | Vincenzo Miccoli    |
|    | Italia (bandiera) | D     | Alessandro Piscopo  |
|    | Italia (bandiera) |       | Stanca              |
|    | Italia (bandiera) | P     | Domenico Torre      |
|    | Italia (bandiera) | D     | Mauro Valentino     |
|    | Italia (bandiera) | D     | Paolo Vigneri       |
|    | Italia (bandiera) |       | Zappatore           |